# Jorgo Meksi
Jorgo Meksi (Atene, 21 marzo 1995) è un calciatore albanese, difensore della Dinamo City.

## Carriera

### Club
Il 7 gennaio 2024 viene acquistato a titolo definitivo dalla squadra albanese della Dinamo City.

### Nazionale
Ha giocato nella nazionale albanese Under-19.

## Statistiche

### Presenze e reti nei club
Statistiche aggiornate al 31 luglio 2025.
| Stagione             | Squadra              | Campionato           | Campionato | Campionato | Coppe nazionali | Coppe nazionali | Coppe nazionali | Coppe continentali | Coppe continentali | Coppe continentali | Altre coppe | Altre coppe | Altre coppe | Totale | Totale |
| Stagione             | Squadra              | Comp                 | Pres       | Reti       | Comp            | Pres            | Reti            | Comp               | Pres               | Reti               | Comp        | Pres        | Reti        | Pres   | Reti   |
| -------------------- | -------------------- | -------------------- | ---------- | ---------- | --------------- | --------------- | --------------- | ------------------ | ------------------ | ------------------ | ----------- | ----------- | ----------- | ------ | ------ |
| 2014-2015            | Paniōnios            | SL                   | 0          | 0          | CG              | 1               | 0               | -                  | -                  | -                  | -           | -           | -           | 1      | 0      |
| 2019-2020            | Skënderbeu           | KS                   | 28         | 0          | CA              | 4               | 0               | -                  | -                  | -                  | -           | -           | -           | 32     | 0      |
| 2020-2021            | Skënderbeu           | KS                   | 33         | 5          | CA              | 4               | 1               | -                  | -                  | -                  | -           | -           | -           | 37     | 6      |
| 2021-2022            | Skënderbeu           | KS                   | 19         | 1          | CA              | 4               | 1               | -                  | -                  | -                  | -           | -           | -           | 23     | 2      |
| Totale Skënderbeu    | Totale Skënderbeu    | Totale Skënderbeu    | 80         | 6          |                 | 12              | 2               |                    | -                  | -                  |             | -           | -           | 92     | 8      |
| 2022-gen. 2023       | Kukësi               | KS                   | 7          | 0          | CA              | 2               | 0               | -                  | -                  | -                  | -           | -           | -           | 9      | 0      |
| gen.-giu. 2024       | Dinamo City          | KS                   | 4          | 0          | CA              | 0               | 0               | -                  | -                  | -                  | -           | -           | -           | 4      | 0      |
| 2024-2025            | Dinamo City          | KS                   | 33+2       | 1+0        | CA              | 6               | 0               | -                  | -                  | -                  | -           | -           | -           | 41     | 1      |
| 2025-2026            | Dinamo City          | KS                   | 0          | 0          | CA              | 0               | 0               | UECL               | 2                  | 0                  | SA          | 0           | 0           | 2      | 0      |
| Totale Dinamo Tirana | Totale Dinamo Tirana | Totale Dinamo Tirana | 37+2       | 1+0        |                 | 6               | 0               |                    | 2                  | 0                  |             | -           | -           | 47     | 1      |
| Totale carriera      | Totale carriera      | Totale carriera      | 124+2      | 7+0        |                 | 21              | 2               |                    | 2                  | 0                  |             | -           | -           | 149    | 9      |

## Palmarès

### Club

#### Competizioni nazionali
- Coppa d'Albania: 1

Dinamo Tirana: 2024-2025